# Euproctus platycephalus
Il tritone sardo (Euproctus platycephalus Gravenhorst, 1829), anche detto euprotto sardo, è un anfibio urodelo endemico della Sardegna.

## Descrizione
La sua lunghezza massima s'aggira sui 14–15 cm. In media i maschi sono più lunghi delle femmine (lunghezza media nei maschi 127 mm, nelle femmine 112 mm). Il profilo del corpo è caratterizzato da un generale appiattimento, probabile adattamento alla vita nelle acque correnti; all'interno del genere si distingue per il profilo piatto della testa (da cui il nome specifico platycephalus), caratterizzata da una mandibola superiore più lunga di quella inferiore. Il colore dorsale è variabile, in genere con la predominanza di tinte mimetiche sul tono verde, frammisto a macchie biancastre o marroni; talvolta, specie negli esemplari giovani o neometamorfosati, è presente un'elegante linea dorsale di colore arancione che percorre tutto il corpo, dal collo sino alla punta della coda. La cresta, a differenza dei più comuni tritoni italiani, è presente solo sulla coda; la pelle è liscia, con rade verruche. La parte ventrale è punteggiata di scuro, su uno sfondo sfumato, dal marrone-aranciato dei fianchi e della gola al biancastro del ventre. Come in tutti i congeneri, la cloaca ha una forma conica e rilevata (da cui il nome generico Euproctus). Il maschio si distingue dalla femmina per la presenza di uno sperone sulle zampe posteriori, usato per afferrare la femmina nell'accoppiamento, che superficialmente può assomigliare a un sesto dito. Il genere Euproctus, inoltre, ha i polmoni scarsamente sviluppati e la sua respirazione, allo stadio adulto, avviene attraverso la pelle umida e la mucosa del cavo faringeo.

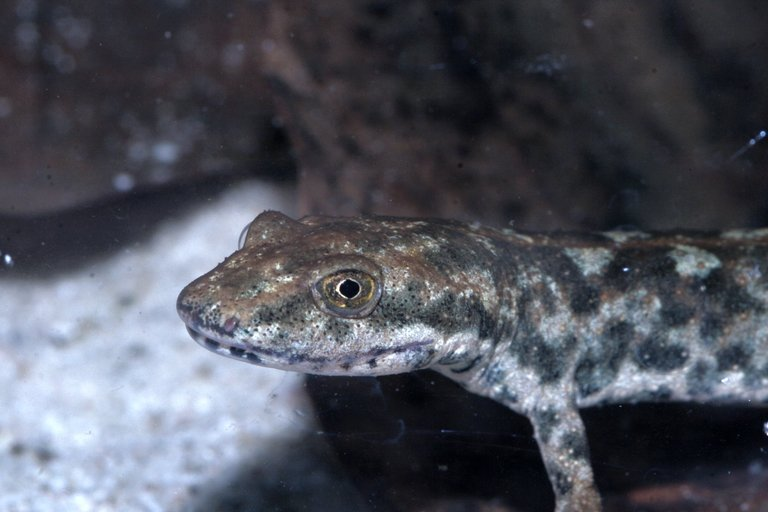
Il caratteristico profilo appiattito della testa
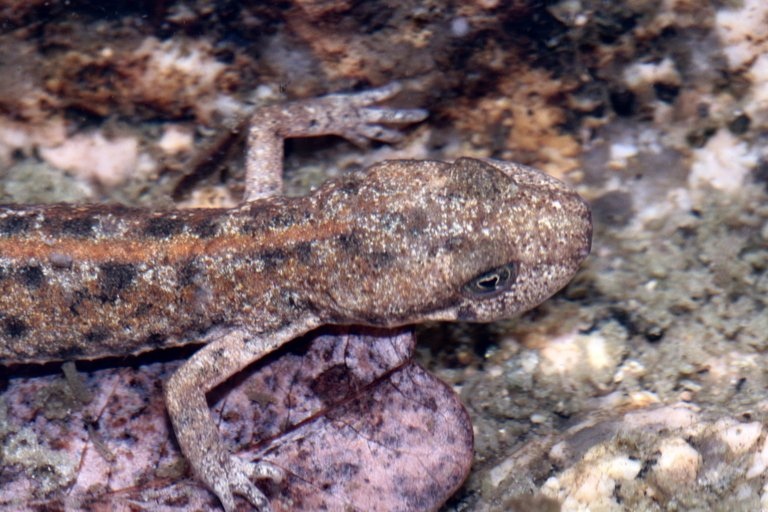
Testa, visibile la stria dorsale arancione
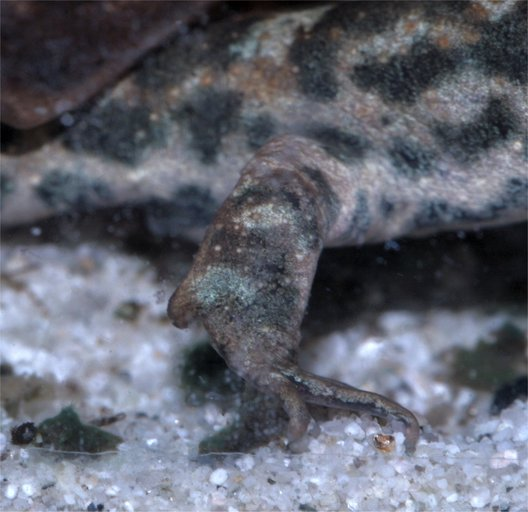
Sperone, presente nei maschi
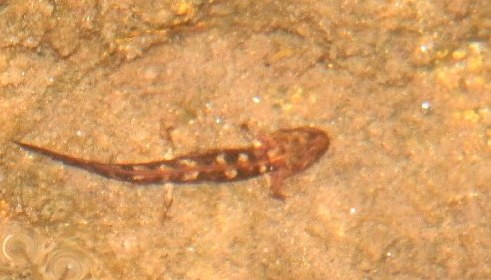
Larva
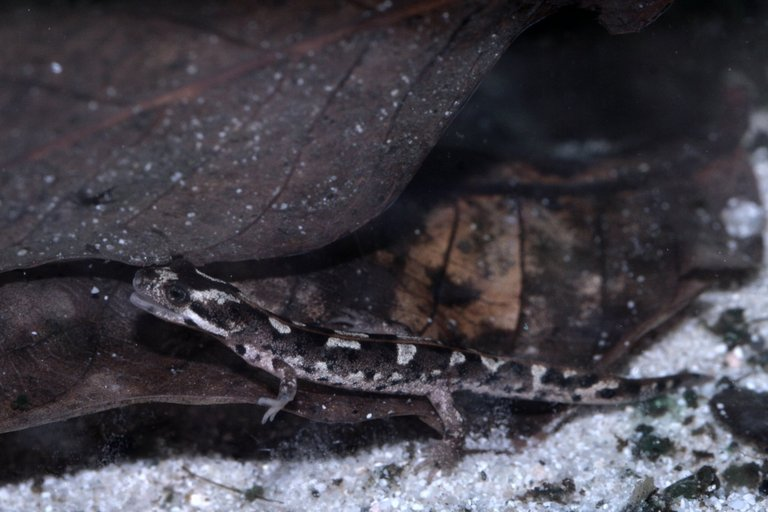
Giovane

## Distribuzione e habitat
Il suo habitat sono i corsi d'acqua e i laghetti non inquinati e con buona ossigenazione, siti in aree di macchia o di foresta nelle zone montane e collinari dell'isola, tra i 50 e i 1700 metri di altitudine, con una maggiore presenza nel versante tirrenico (monti Limbara, Gennargentu, Supramonte, Sette Fratelli e alcune località del Gerrei). È l'unico urodelo sardo ad essere strettamente legato all'ambiente acquatico; talvolta, in presenza d'acqua, si può trovare anche in ambiente ipogeo.

## Comportamento
Strettamente legato all'ambiente acquatico, l'euprotto sardo, come tutti gli urodeli, si nutre di insetti ed altri piccoli animali, specialmente acquatici. La sua vita attiva si svolge nelle stagioni intermedie; nelle stagioni estreme cade in ibernazione e, probabilmente, in caso di siccità, in estivazione, uscendo dai torrenti e nascondendosi sotto le pietre nel fango umido, in buche o in fessure della roccia. I suoi costumi sono generalmente notturni o crepuscolari.

## Riproduzione e ciclo vitale
L'accoppiamento degli euprotti sardi può avvenire in primavera o in autunno, si svolge nelle acque basse e può durare sino a tre ore. Contrariamente a quello della maggioranza degli urodeli, esso avviene senza particolari rituali di corteggiamento ma piuttosto con una specie di "cattura" della femmina da parte del maschio che la prende per il tronco con la bocca, in modo da poterla trasportare o trattenere, prima del vero e proprio accoppiamento, anche per un'ora (Maultragen). L'unica reazione apparente della femmina, il cui atteggiamento resta passivo, sono dei deboli movimenti della coda. La spermatofora non è deposta all'esterno, ma passata dalla cloaca del maschio a quella della femmina, mentre la coda si avvolge attorno ai fianchi di lei. Tale particolarità è legata forse al fatto che l'accoppiamento avviene in acqua corrente.
La femmina depone poi 50-200 uova gelatinose, di dimensioni maggiori rispetto alla media di quelle degli urodeli, facendole aderire alla superficie immersa dei sassi; dalle uova nascono delle larve inizialmente delle dimensioni di 8 mm o poco più, che svolgeranno una vita integralmente acquatica, con respirazione branchiale, per diversi mesi, e talvolta anche per più di un anno, crescendo sino a circa 7 cm di lunghezza.
Quindi avverrà la metamorfosi, le branchie scompariranno, l'animale potrà lasciare per brevi periodi l'acqua e l'aspetto s'avvicinerà a quello degli adulti. Nonostante l'ipotrofia dei polmoni, comincerà anche la respirazione aerea, attraverso la mucosa faringea, che determinerà l'abitudine alle emersioni dall'acqua.
In cattività l'euprotto ha mostrato di poter raggiungere i 7 anni d'età.

## Minacce
Il suo areale attuale, limitato e frammentato, ne fa uno degli Anfibi più rari e minacciati d'Europa.
L'impiego del DDT sugli specchi d'acqua, in chiave antimalarica, negli anni cinquanta ne ha sterminato alcune popolazioni. Il turismo e l'agricoltura, incrementando i prelievi d'acqua nella delicatissima stagione estiva, ne riducono l'ambiente, causando la morte delle larve che (a differenza degli adulti) non possono uscire dall'acqua. Gravi danni alla specie sono causati dalle introduzioni sconsiderate di trote ed altri pesci non indigeni in torrenti che originariamente ne erano privi. Questi predatori d'importazione divorano le larve di questo anfibio indifeso, impedendone la riproduzione. Devastante è poi la pratica, vietata ma tuttora in uso, della pesca con l'uso del veleno.
Una grave minaccia, recentemente segnalata, è poi il fungo Batrachochytrium dendrobatidis, introdotto probabilmente con anfibi d'importazione, che causa la chitridiomicosi che sta sterminando molte specie di anfibi. Da una quarantina di località conosciute un tempo, oggi la specie è nota solo in 14 località.
Da ultimo un'importante popolazione, stanziata nel sistema carsico de "Is Angurtidorgius" nel Salto di Quirra è minacciata dalla realizzazione di un aeroporto militare - con relative forme di inquinamento - e dall'uso dell'area come poligono di tiro per testare nuove forme di armi tecnologiche.
Per la somma di questi motivi, la specie è indicata come "vulnerabile" nella lista rossa della IUCN.

## Tutela
La specie è inserita nell'Appendice II della Convenzione di Berna e nell'Annesso IV della Direttiva Europea sugli Habitat naturali; rientra anche tra le specie "particolarmente" protette ai sensi della Legge regionale sarda 29 luglio 1998, n. 23, (Norme per la protezione della fauna selvatica e per l'esercizio della caccia in Sardegna), con successive modifiche.